# Bagat-en-Quercy
Bagat-en-Quercy ist eine Ortschaft und eine Commune déléguée in der französischen Gemeinde Barguelonne-en-Quercy mit 194 Einwohnern (Stand 1. Januar 2022) im Département Lot in der Region Okzitanien. Der Ort gehörte zum Arrondissement Cahors und zum Kanton Luzech.
Der Erlass vom 28. September 2018 legte mit Wirkung zum 1. Januar 2019 die Eingliederung von Bagat-en-Quercy als Commune déléguée zusammen mit den früheren Gemeinden Saint-Daunès und Saint-Pantaléon zur Commune nouvelle Barguelonne-en-Quercy fest. Der Verwaltungssitz befindet sich in Saint-Daunès.
Die Einwohner werden Bagatois und Bagatoises genannt.

## Geographie
Bagat-en-Quercy liegt circa 18 km südwestlich von Cahors im Gebiet Quercy Blanc der historischen Provinz Quercy am südwestlichen Rand des Départements.
Umgeben wird Bagat-en-Quercy von fünf Nachbargemeinden und zwei Communes déléguées von Barguelonne-en-Quercy:
|                         | Carnac-Rouffiac Sauzet                      | Villesèque                              |
| Porte-du-Quercy         | Kompassrose, die auf Nachbargemeinden zeigt | Saint-Pantaléon (Barguelonne-en-Quercy) |
| Montcuq-en-Quercy-Blanc | Saint-Daunès (Barguelonne-en-Quercy)        |                                         |

## Geschichte
Am Ende des 18. Jahrhunderts wurde die Gemeinde Lasbouigues eingegliedert. Die Gemeinde trug ab 1801 für eine gewisse Zeit den Namen Bagat et Lasbonygnes, anschließen Bagat und seit 1975 den heutigen Namen Bagat-en-Quercy.

## Einwohnerentwicklung
Nach Beginn der Aufzeichnungen stieg die Einwohnerzahl bis zur ersten Hälfte des 19. Jahrhunderts auf einen Höchststand von rund 675. In der Folgezeit sank die Größe der Gemeinde bei kurzen Erholungsphasen bis zu den 1960er Jahren auf rund 180 Einwohner, bevor sie sich auf einem Niveau von rund 190 Einwohnern stabilisierte.
| Jahr      | 1962 | 1968 | 1975 | 1982 | 1990 | 1999 | 2006 | 2011 | 2022 |
| --------- | ---- | ---- | ---- | ---- | ---- | ---- | ---- | ---- | ---- |
| Einwohner | 235  | 182  | 198  | 211  | 186  | 192  | 183  | 198  | 194  |

## Sehenswürdigkeiten

### PfarrkircheSaint-Pierre
Das Mauerwerk der Südseite des Langhauses besteht aus kleinen Bruchsteinen und gehört zum ursprünglichen Bau, der auf das Mittelalter datiert werden kann, ohne die Periode weiter eingrenzen zu können. Die Architektur und die Verzierung der nördlichen Seitenkapelle erlaubt die Datierung ihrer Errichtung auf das Ende des 15. oder den Beginn des 16. Jahrhunderts. Allerdings sind die Gewände ihres Eingangsbogens überarbeitet worden, denn diese erscheinen nicht älter als aus dem 17. Jahrhundert. Die gestutzten Zweige, die die Bögen der beiden Kapellen schmücken, geben einen Hinweis auf eine zeitlich nahe Ausgestaltung. Gemäß dem Pfarrer Clary (1986) wurde das Langhaus zwischen 1820 und 1886 aufgestockt. Sein heutiges Kreuzgratgewölbe datiert aus dieser Zeit ebenso wie das der südlichen Seitenkapelle. Die nördliche Kapelle hat ihr Kreuzrippengewölbe mit Liernen und Tierceronen behalten. Die Vorhalle und der neumittelalterliche kleine Glockenturm über dem ersten Joch auf der Südseite des Langhauses könnten gegen 1896 gleichzeitig mit der Sakristei errichtet worden sein. Das einschiffige Langhaus besitzt eine Länge von drei Jochen und wird von einer flachen Apsis abgeschlossen. Die beiden Seitenkapellen öffnen sich zum Chor. Der Schlussstein der zentralen Wölbung in der nördlichen Kapelle trägt das Symbol des Heiligen Geistes.

### KircheSaint-Jacquesin Lasbouygues
Ihr Entstehungsdatum ist unbekannt. Sie besitzt einen Glockenturm, der aus der Fassade emporragt. Eine Vorhalle mit einem dreieckigen Giebel und einem spitzbogenförmigen Eingangsportal ist ihm vorgebaut. Die Wände der Vorhalle, die Fassade und die Arme des Querschiffs sind durch hervorspringende Strebepfeiler verstärkt. Zwischen den Strebepfeilern der Fassade lässt ein Okulus Licht in das Innere hineinfallen. Ebenso verstärken zwei hervorspringende Strebepfeiler die Seitenwände des Langhauses, das über spitzbogenförmige Fenster beleuchtet wird.

### KapelleSaint-Jacquesin Lasbouygues
Sie könnte ein Überbleibsel der ehemaligen Pfarrkirche sein, die Jakobus dem Älteren geweiht war. Die heutige Friedhofskapelle ist ein Neubau, vermutlich aus dem 17. Jahrhundert auf den Fundamenten eines früheren Gebäudes, zu dem vermutlich der große Bogen auf der Nordseite gehörte. Ein Keilstein ist dabei als Wiederverwendung im Mauerwerk verbaut. Das einschiffige Langhaus ist innen mit einem Kreuzgratgewölbe ausgestattet. Das Glasfenster auf der Südseite ist mit „A. Creunier, 1983“ signiert.

### Schloss Folmont
Ein Turm Folmont wurde seit dem 13. Jahrhundert erwähnt und das zugehörige Lehen gehörte bereits der Familie de Raymond. Außer vielleicht einer Mauerfläche und Werksteine, die bei einem späteren Bauprojekt wiederverwendet wurden, ist von diesem Turm nichts mehr zu sehen. Der älteste Teil des Wohntrakts des Schlosses, der von Maschikuli bekrönt ist, stammt vermutlich aus der zweiten Hälfte des 15. Jahrhunderts, wie die Verzierung eines Fragments eines Kamins mit einem Wappen der Familie Raymond belegt. Im gleichen Jahrhundert beherbergte Pierre des Raymond den französischen König Karl VII. Von 1473 bis 1487 bekleidete er das Amt des Seneschalls von Quercy. Sein Sohn Jean wurde Brotmeister des Königs. Antoine de Raymond ist als Seigneur von Falmont in der Mitte des 16. Jahrhunderts in den Aufzeichnungen erwähnt. Die mit Schießscharten bewehrten Türme stammen aus der gleichen Zeit. Über die Heirat von Jeanne de Raymond mit Antoine de Reilhac wechselte die Seigneurie in dessen Familie, die bereits das Lehen von Lolmie besaßen. Die Nachfolgerin Anne heiratete im Jahre 1627 Jean de Testas und begründete für die folgenden zwei Jahrhunderte die Linie der Familie Testas de Falmont.
Im 18. Jahrhundert wurde der Wohntrakt vollständig umgestaltet, und ein Seitenflügel wurde vermutlich zur gleichen Zeit L-förmig angebaut. Die Jahreszahl „1754“ über dem Eingangsportal dürfte dieser Bautätigkeit zuzuordnen sein. Zu Beginn der Französischen Revolution im Jahre 1790 wurde das Schloss drei Tage lang geplündert und in Brand gesteckt. Antoine de Folmont wurde in Cahors gefangen gehalten und verstarb dort. Das Schloss gelangte über eine Heirat zur Familie Ginestet, die es bis zum Jahre 1984 behielten. Zweifellos im 19. Jahrhundert wurden umfangreiche Arbeiten zur Wiederherstellung durchgeführt. Eine Brunnenschale im Hof, deren Herkunft unbekannt ist, datiert vermutlich aus dem 16. oder 17. Jahrhundert.
Ein Eingangsportal neben der mit einem Kreuzrippengewölbe versehenen Schlosskapelle gewährt Einlass in das dreistöckige Gebäude. Ein zweites Eingangsportal schließt den Innenhof im Westen ab. Ein eckiger, halb aus der Fassade herausragender Turm birgt eine Spindeltreppe, die zu dem oberen Stockwerk führt. Auf der Nordseite wird die Fassade durch einen analogen Risalit akzentuiert. Der Wohntrakt ist nach Osten hin vergrößert worden. Die Fassaden zeigen zahlreiche Spuren von Umbauten. Die meisten Fenster zeigen sich im Zustand aus der Mitte des 18. Jahrhunderts. Der Nebenflügel endet auf einen runden Turm mit Kreuzscharten, der aus kleinen Bruchsteinen aus Kalkstein errichtet wurde. An der Hofseite ist eine Terrasse auf der Höhe des ersten Stockwerks angebaut, die auf Rundbogenarkaden ruht. Das Schloss ist heute in Privatbesitz und der Öffentlichkeit nicht zugänglich.

### Herrenhaus in Lasbouygues
Die Form der Eingänge und die Spuren von früheren Zwillingsfenstern lassen auf eine Errichtung des Gebäudes im 13. Jahrhundert schließen. Die Sprossenfenster belegen einen Umbau, der wahrscheinlich in der zweiten Hälfte des 15. Jahrhunderts durchgeführt wurde. Das Haus wurde vom jüngeren Zweig der Familie Guiscard mindestens bis zum 16. Jahrhundert bewohnt. Blaise de Guiscard et de Penne war Seigneur vor 1451 und Pons Guiscard wurde 1504 adelig. 
Das Gebäude ist größtenteils aus Werksteinen errichtet. Eine Tiefparterre füllt den Höhenunterschied im Süden auf der abschüssigen Lage aus. Auf dieser Seite lassen drei Öffnungen auf der ersten Etage das Licht in den beiden Etagen in das Haus fallen, ebenso wie drei Fenster auf dem zweiten Stockwerk, die Spuren ihrer aufeinanderfolgenden Beschaffenheit zeigen. Zwei von ihnen zeigen Umrahmungen mit gekreuzten Stableisten während eine Spur eines Bogens über dem Sturz des linken Fensters auf ein früheres Zwillingsfenster hinweisen könnte. An der Nordseite befinden sich zwei spitzbogenförmige Eingänge von verschiedener Größe, außerdem in der Mitte ein Anzeichen einer früheren dritten Tür. An der Ostseite gibt es ein einziges mittelalterliches Fenster in der Nähe der Südostecke. Die westliche Fassade besitzt hingegen nur ein modernes Fenster.

## Persönlichkeiten
Christian d’Espic, geboren am 1. Juli 1901 in Bagat-en-Quercy, gestorben am 2. Juli 1978 in Castres (Département Tarn), war Chirurg, Maler und Graveur.